# Lhosfushi
Lhosfushi est une petite île inhabitée des Maldives. Son nom signifie « île de l'arbre de laitue ».

## Géographie
Lhosfushi est située dans le centre des Maldives, à l'Est de l'atoll Malé Sud, dans la subdivision de Kaafu. Elle voisine l'île peuplée de Guraidhoo.